# جناح برنهام
جناح برنهام (بالإنجليزية: Burnham Pavilions)‏ كان منحوتة عامة مؤقتة، تم تصميمها من قبل زها حديد في 2009 في الحديقة الألفية بلوب شيكاغو في إلينوي، كنوعًا من مخطط احتفالات برنهام.